# Micropanchax
Micropanchax is een geslacht van straalvinnige vissen uit de familie van levendbarende tandkarpers (Poeciliidae).

## Soorten
- Micropanchax bracheti (Berkenkamp, 1983)
- Micropanchax camerunensis (Radda, 1971)
- Micropanchax ehrichi (Berkenkamp & Etzel, 1994)
- Micropanchax keilhacki (Ahl, 1928)
- Micropanchax loati (Boulenger, 1901)
- Micropanchax macrophthalmus (Meinken, 1932)
- Micropanchax pelagicus (Worthington, 1932)
- Micropanchax pfaffi (Daget, 1954)
- Micropanchax scheeli (Roman, 1971)